# Två lyckliga hjärtan
Två lyckliga hjärtan (franska: À nous la liberté) är en fransk satirisk musikalfilm från 1931 i regi av René Clair.
Filmens scenograf Lazare Meerson nominerades till en Oscar vid den femte Oscarsgalan.

## Handling
Louis och Emile blir vänner när de sitter i fängelse, de planerar och genomför ett flyktförsök men endast Louis lyckas fly. Han arbetar sig upp från att vara skivförsäljare till att bli chef för en grammofonfabrik. Emile har efter att han släppts ur fängelset drivit runt. Han får sedan arbete på fabriken, Emile är först ovetande om vem ägaren är men de två återförenas till slut.
Louis blir rädd för att hans kriminella förflutna skall avslöjas när ett gäng före detta fångar dyker upp i hans hem för att pressa honom på pengar. Louis bestämmer sig för att skänka fabriken till arbetarna och tillsammans med Emile ger han sig ut på vägarna.

## Medverkande
| Henri Marchand  | – Emile                      |
| Raymond Cordy   | – Louis                      |
| Rolla France    | – Jeanne                     |
| Paul Ollivier   | – Paul Imaque, Jeannes onkel |
| Jacques Shelly  | – Paul, Jeannes pojkvän      |
| André Michaud   | – verkmästaren               |
| Germaine Aussey | – Maud                       |